# 梅もと
梅もと（うめもと）は東京都を中心に展開している立ち食いそば・うどんチェーン店である。
2022年9月30日までは「株式会社梅もと」が運営し、翌日10月1日より、持ち帰り寿司店「ちよだ鮨」が運営している。

## 概要
明治9年(1876年)に個人商店として創業。1953年に「合資会社梅もと」が、1961年には「株式会社梅もと」が設立され、立ち食いそば・うどん店の立地展開のほか、各種弁当の製造販売をおこなっていた。
1970年頃にはピザ部門として、ピザチェーンストア「ピザテリア」（東長崎店、下北沢店、東十条店、野方店、代々木店、八重洲店、計6店舗）を出店するがノウハウを集めるための試験店舗であったため開店から5年程で閉店した。
2016年5月、弁当事業を別会社に分離して「タイヘイ」に売却。
そば部門が残った後にちよだ鮨が買収し同社の子会社として運営していたが、2022年10月1日付けでちよだ鮨が株式会社梅もとを吸収合併し、法人が消滅した。これにより梅もとはちよだ鮨の運営となるが、ブランドおよび店舗はそのまま継続する。

## 店舗一覧

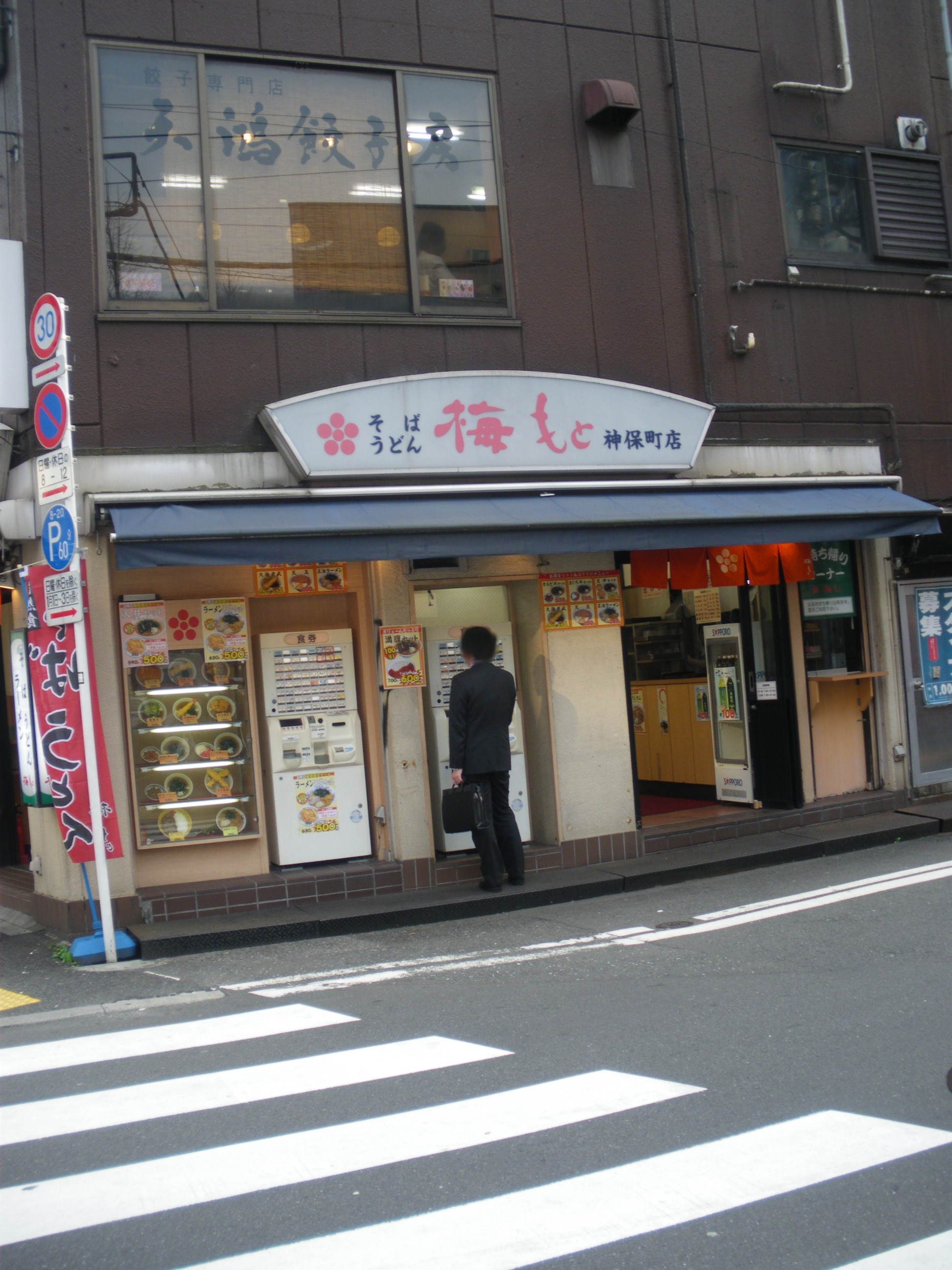
神保町店 (現在は閉店済)

- ヤエチカ店（八重洲地下街内）

### 過去に存在した店舗
- 新宿西口店
- 新宿小田急エース南館店
- 蕎麦処 綱庵 新宿店
- 代々木1号店
- 代々木2号店
- 中目黒店
- 渋谷店
- 溝の口店
- 多摩川店
- 中野駅前店
- 赤羽店
- 品川店
- 虎ノ門店
- 秋葉原店
- 神田店
- 専大通店
- 神保町店
- 田町店
- 晴海トリトン店
- 國學院大學 渋谷キャンパス店
- 船橋店
- 中野店（譲渡によりレストラン京王が2024年9月から運営したが[4]、2025年1月13日に閉店[5]）
- らーめん梅もと 船橋店
- 一心庵 虎ノ門店
- 一心庵 渋谷店